# Acanthoecida
Die Acanthoecida sind eine Gruppe der sogenannten Kragengeißeltierchen. Sie umfasst 32 Gattungen.

## Merkmale
Alle Arten sind einzeln oder als Kolonie lebende Zellen, freischwimmend oder sesshaft. Ein Stiel kann vorhanden sein oder auch fehlen. Das Gehäuse ist eine Lorica aus rippenförmigen Silikatstreifen.
Der deutlich ausgeprägte Kragen steht um den Ansatz einer einzelnen, vorn gelegenen Geißel.

## Verbreitung
Die meisten Arten der Acanthoecida finden sich nur in Brack- und Meerwasser, zwei Arten sind auch in Süßwasser zu finden.

## Systematik
Die 1965 als Familie durch Richard E. Norris erstbeschriebene Gruppe wurde 1997 durch Thomas Cavalier-Smith und 2011 durch Frank Nitsche et al. in ihrem Umfang korrigiert (Emendation). Die Gruppe umfasst 32 Gattungen:
- Acanthocorbis Meeresbewohner[5]
  - Acanthocorbis apoda (Leadbeater) Hara & Takahashi, 1984
  - Acanthocorbis asymmetrica (Thomsen) Hara & Takahashi, 1984
  - Acanthocorbis camarensis Hara et al., 1996
  - Acanthocorbis campanula (Espeland) Thomsen, 1991
  - Acanthocorbis haurakiana Thomsen, 1991
  - Acanthocorbis nana Thomsen, Garrison & Kosman, 1991
  - Acanthocorbis prolongata Thomsen, Garrison & Kosman, 1997
  - Acanthocorbis tinnabulum Marchant et al., 1987
  - Acanthocorbis tintinnabulum Marchant, van den Hoff & Burton, 1987
  - Acanthocorbis unguiculata (Thomsen) Hara & Takahashi, 1984
  - Acanthocorbis weddellensis Thomsen, Garrison & Kosman, 1997
- Acanthoeca W.N.Ellis, 1930
  - Acanthoeca brevipoda W.Ellis, 1930
- Amoenoscopa Hara & Takahashi, 1987
  - Amoenoscopa caudata Hara & Takahashi, 1987
- Apheloecion Thomsen, 1983. Entdeckung in arktischen Seegebieten um Grönland. 
  - Apheloecion antarctica Thomsen, Garrison & Kosman, 1997[6]
  - Apheloecion conicoides Thomsen, Garrison & Kosman, 1997
  - Apheloecion glacialis Thomsen, Garrison & Kosman, 1997
- Bicosta B.S.C.Leadbeater, 1978
  - Bicosta antennigera Moestrup, 1979
  - Bicosta minor (Reynolds) Leadbeater, 1978
  - Species Bicosta spinifera (Throndsen) Leadbeater, 1978
- Calliacantha B.S.C.Leadbeater, 1978
  - Calliacantha ankyra Thomsen, Garrison & Kosman, 1997
  - Calliacantha frigida Thomsen, Garrison & Kosman, 1997
  - Calliacantha longicaudata (Leadbeater) Leadbeater, 1978
  - Calliacantha multispina Manton & Oates, 1979
  - Calliacantha natans (Grøntved) Leadbeater, 1978
  - Calliacantha simplex Manton & Oates, 1979.
- Calotheca Thomsen & Moestrup, 1983[7] Entdeckung im Indo-Pazifik
  - Calotheca alata Thomsen & Moestrup, 1983
- Campyloacantha Hara & Takahashi, 1987
  - Campyloacantha spinifera (Leadbeater, 1973) Hara & Takahashi, 1987
- Conion Thomsen, 1982. Tectiformer Meeresbewohner.
- Cosmoeca  Thomsen, 1984. Tectiform.
  - Cosmoeca norvegica Thomsen, 1984
  - Cosmoeca takahashii
  - Cosmoeca ventricosa Thomsen, 1984
- Crinolina  H.A.Thomsen, 1976[8] Tectiform.
  - Crinolina aperta (Leadbeater) Thomsen, 1976
  - Crinolina isefiordensis Thomsen, 1976
- Crucispina Espeland & Throndsen, 1986. Tectiform.
- Diaphanoeca W.Ellis, 1930. Tectiform.
  - Diaphanoeca aperta B.S.C.Leadbeater
  - Diaphanoeca cylindrica B.S.C.Leadbeater, 1974
  - Diaphanoeca fiordensis (R.F.Scagel & J.R.Stein) R.E.Norris
  - Diaphanoeca grandis Ellis, 1930
  - Diaphanoeca multiannulata Buck, 1981
  - Diaphanoeca pedicellata Leadbeater, 1972
  - Diaphanoeca sphaerica Thomsen, 1982
- Didymoeca Doweld, 2003
  - Didymoeca costata (Valkanov) Doweld, 2003
- Diplotheca  Matthew, 1885 (Anerkennungsstatus unklar.[5])
- Helgoeca Leadbeater, 2008. Nudiform.[9]
  - Helgoeca nana Leadbeater, 2008
- Kakoeca
  - Kakoeca antarctica
- Monocosta Thomsen, 1979. Tectiform.
  - Monocosta fennica Thomsen (Anerkennungsstatus unklar.[5])
- Nannoeca Thomsen, 1988. Tectiform.
  - Nannoeca minuta (Leadbeater) Thomsen
- Parvicorbicula
- Platypleura
- Pleurasiga
- Polyfibula
- Polyoeca
- Saepicula
- Saroeca
- Savillea
- Spinoeca
- Spiraloecion
- Stephanacantha
- Stephanoeca
- Syndetophyllum

## Nachweise
1. 1 2 3  Barry S.C. Leadbeater, Helge A. Thomsen: Order Choanoflagellida In: J. J. Lee, G. F. Leedale, P. C. Bradbury: An Illustrated Guide to the Protozoa. 2. Aufl., S. 23ff., Society of Protozoologists, Lawrence, Kansas, 2002
2. ↑  Junqueira Alves C, Silva Ladeira J, Hannah T, Pedroso Dias RJ, Zabala Capriles PV, Yotoko K, Zou H, Friedel RH: Evolution and Diversity of Semaphorins and Plexins in Choanoflagellates. In: Genome Biol Evol. 13. Jahrgang, Nr. 3, 1. März 2021, S. evab035, doi:10.1093/gbe/evab035, PMID 33624753, PMC 8011033 (freier Volltext) – (englisch).
3. ↑  Frank Nitsche, Martin Carr, Hartmut Arndt, Barry S.C. Leadbeater: Higher Level Taxonomy and Molecular Phylogenetics of the Choanoflagellatea. In: Journal of Eukaryotic Microbiology, 2011, 58: 452–462. doi:10.1111/j.1550-7408.2011.00572.x
4. ↑  Adl, S. M., Simpson, A. G. B., Lane, C. E., Lukeš, J., Bass, D., Bowser, S. S., Brown, M. W., Burki, F., Dunthorn, M., Hampl, V., Heiss, A., Hoppenrath, M., Lara, E., le Gall, L., Lynn, D. H., McManus, H., Mitchell, E. A. D., Mozley-Stanridge, S. E., Parfrey, L. W., Pawlowski, J., Rueckert, S., Shadwick, L., Schoch, C. L., Smirnov, A. and Spiegel, F. W.: The Revised Classification of Eukaryotes. Journal of Eukaryotic Microbiology, 59: 429–514, 2012, PDF Online
5. 1 2 3  WoRMS. World Register of Marine Species. Abgerufen am 23. Oktober 2019.
6. ↑  Helge Abildhauge Thomsen, David L. Garrison, Carol Kosman: Choanoflagellates (acanthoecidae, choanoflagellida) from the Weddell Sea, Antarctica, Taxonomy and community structure with particular emphasis on the ice biota; with preliminary remarks on choanoflagellates from Arctic sea ice (Northeast Water Polynya, Greenland). In: Archiv für Protistenkunde. Band 148, Nr. 1–2, 1997, S. 77–114, doi:10.1016/S0003-9365(97)80038-3 (elsevier.com [abgerufen am 23. Oktober 2019]).
7. ↑  H A Thomsen,  Ø Moestrup: Electron microscopical investigations on two loricate choanoflagellates (Choanoflagellida), Calotheca alata gen. et sp. nov. and Syndetophyllum pulchellum gen. et comb. nov., from Indo-Pacific localities. In: Proceedings of the Royal Society Biological Sciences Series B. Band 219, 1983, S. 41–52.
8. ↑  H A Thomsen: Studies on marine choanoflagellates II. Fine-structural observations on some silicified choanoflagellates from the Isefjord (Denmark), including the description of two new species. In: Norwegian Journal of Botany. Band 23, 1976, S. 33–51.
9. ↑  B S C Leadbeater, R Hassan, M Nelson, M Carr, S L Baldauf: A new genus, Helgoeca gen. nov., for a nudiform choanoflagellate. European Journal of Protistology. In: European Journal of Protistology. Band 44, Nr. 3, 2008, S. 227–237.